# Lucyna Falkowska
Lucyna Mirosława Falkowska (ur. 1951, zm. 7 kwietnia 2021) – polska naukowiec, oceanolog, profesor dr hab. specjalizująca się w chemii atmosfery, oceanografii chemicznej oraz ochronie środowiska morskiego, związana z Uniwersytetem Gdańskim.

## Życiorys
Urodziła się w 1951.
Doktoryzowała się w 1986, pisząc pracę pt. Dopływ związków azotu i fosforu z atmosfery do Bałtyku (na podstawie badań południowego Bałtyku w latach 1981–1985).
29 września 1997 uzyskała stopień doktora habilitowanego w zakresie oceanologii na Wydziale Biologii, Geografii i Oceanologii Uniwersytetu Gdańskiego, na podstawie pracy Mikrowarstwa powierzchniowa morza: właściwości i procesy.  Proces habilitacyjny rozpoczął się 1 stycznia 1996.
W 2001 kierowała projektami badawczymi: Wymiana rtęci gazowej pomiędzy wodą a atmosferą w rejonie Zatoki Gdańskiej i południowego Bałtyku, Dwunastogodzinny cykl transformacji materii w mikrowarstwie powierzchni morza Basenu Gdańskiego oraz Wybrane jony morskich aerozoli nad Zatoką Gdańską.
8 czerwca 2006 otrzymała z rąk Prezydenta Rzeczypospolitej Polskiej Lecha Kaczyńskiego tytuł profesora nauk o Ziemi.
Była profesorem zwyczajnym i kierownikiem Pracowni Chemii Morza i Atmosfery w Instytucie Oceanografii Wydziału Oceanografii i Geografii Uniwersytetu Gdańskiego. Była członkiem specjalistą Komitetu Badań Morza, Wydziału III Nauk Ścisłych i Nauk o Ziemi Polskiej Akademii Nauk.
Specjalizowała się w chemii atmosfery, oceanografii chemicznej oraz ochronie środowiska morskiego. W latach 1999–2011 była promotorką jedenastu prac doktorskich, recenzentką dwóch rozpraw habilitacyjnych oraz trzech doktorskich.
W 1999 r. uhonorowana została Złotym Krzyżem Zasługi. Otrzymała także Medal Komisji Edukacji Narodowej oraz wiele nagród Rektora UG. Była członkinią Gdańskiego Towarzystwa Naukowego.
Zmarła 7 kwietnia 2021.

## Publikacje
Napisała szereg artykułów w języku polskim oraz angielskim, jako autorka lub współautorka.
Publikacje książkowe:
- Rtęć w środowisku. Identyfikacja zagrożeń dla zdrowia człowieka, autorka części:  Stężenie rtęci w wybranych elementach ekosystemu strefy brzegowej południowego Bałtyku; inni autorzy: Dominika Saniewska, Magdalena Bełdowska, Jacek Bełdowski, Michał Saniewski, Marta Szubska, Andrzej Romanowski, Justyna Kwaśniak, 2010[4]
- Rtęć w powietrzu, w wodzie i w aerozolach, Problemy analityczne oznaczania rtęci i jej form specjacyjnych w próbkach środowiskowych, wspólnie z Magdaleną Bełdowską, 2003[4]
- Chemia atmosfery, wspólnie z Krzysztofem Korzeniowskim, Wydawnictwo Uniwersytetu Gdańskiego, 1995[1]